# Van Rode (geslacht)
Het geslacht Van Rode (ook: De Rover) was een oud Brabants adellijk geslacht. Het geslacht is vooral bekend vanwege de heerschappij over het Graafschap Rode. Verschillende andere adellijke geslachten zijn voortgekomen uit het geslacht Van Rode, waaronder het geslacht Van Montfoort, Van Vladeracken, Van Boisschot, Van Brouckhoven en Van Mierlo. Al deze geslachten voer(d)en een geslachtswapen met als kernelement een of meerdere molenijzers. Deze molenijzers zijn ook nog steeds terug te vinden in de gemeentewapens van de gemeenten waar het geslacht vroeger leenheer was of landgoederen bezat. Dit zijn onder andere de gemeenten Montfoort, Geldrop-Mierlo, Driebruggen, Zaventem, Borsbeek, Kortenberg, Laarbeek, Putte en Someren.
Leden van het geslacht lieten rond 1100 een burcht bouwen nabij de rivier de Dommel. Ook speelden verschillende leden van het geslacht een belangrijke rol bij het stimuleren van de verering van de heilige Oda van Brabant, waar de plaats Sint-Oedenrode haar naam aan ontleend. Het geslacht leverde eeuwen lang bestuurders binnen het hertogdom, waaronder meerdere hoogschouten en president-schepenen van 's-Hertogenbosch. Daarnaast waren verschillende leden van het geslacht gezworen leden van het Illustere Lieve Vrouwe Broederschap.

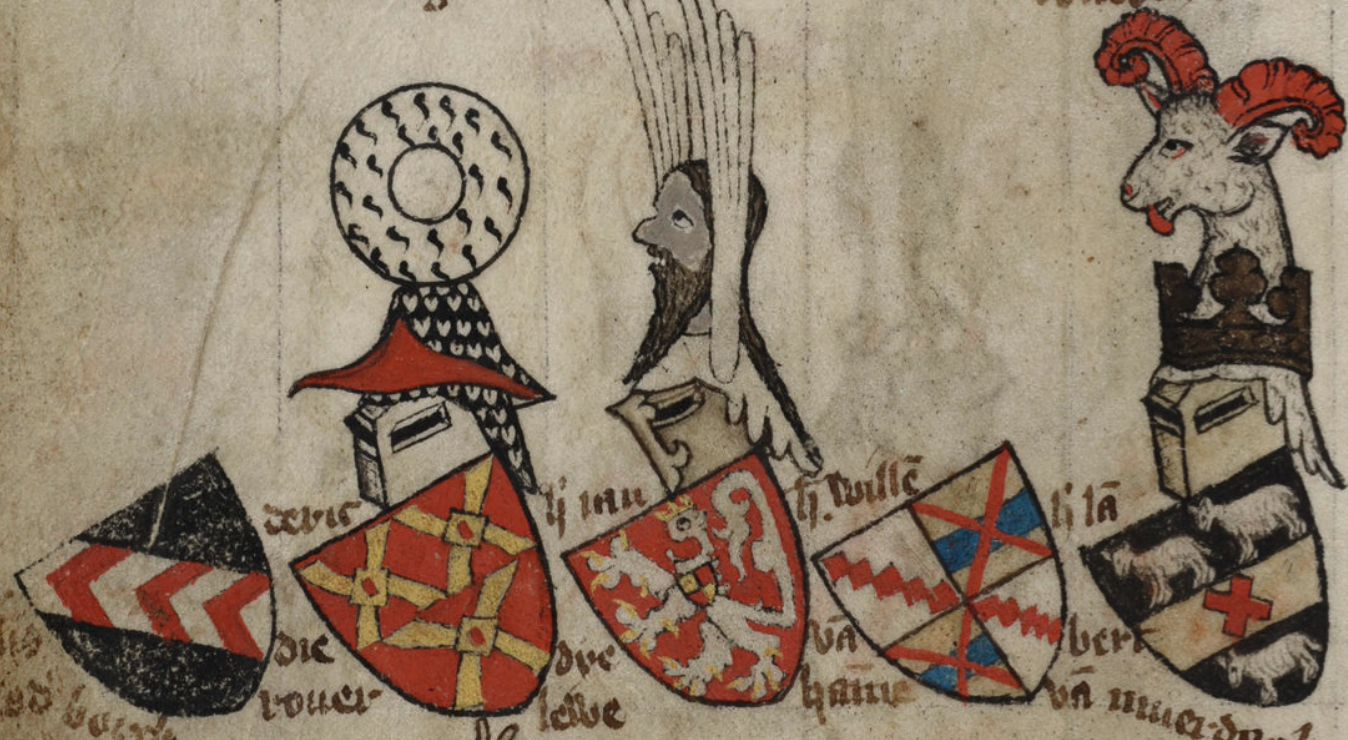
Geslachtswapen van Dirk de Rover (tweede van links) met daarop drie molenijzers. Afbeelding uit het Wapenboek van Gelre van de Koninklijke Bibliotheek van België.

## Heren van Rode

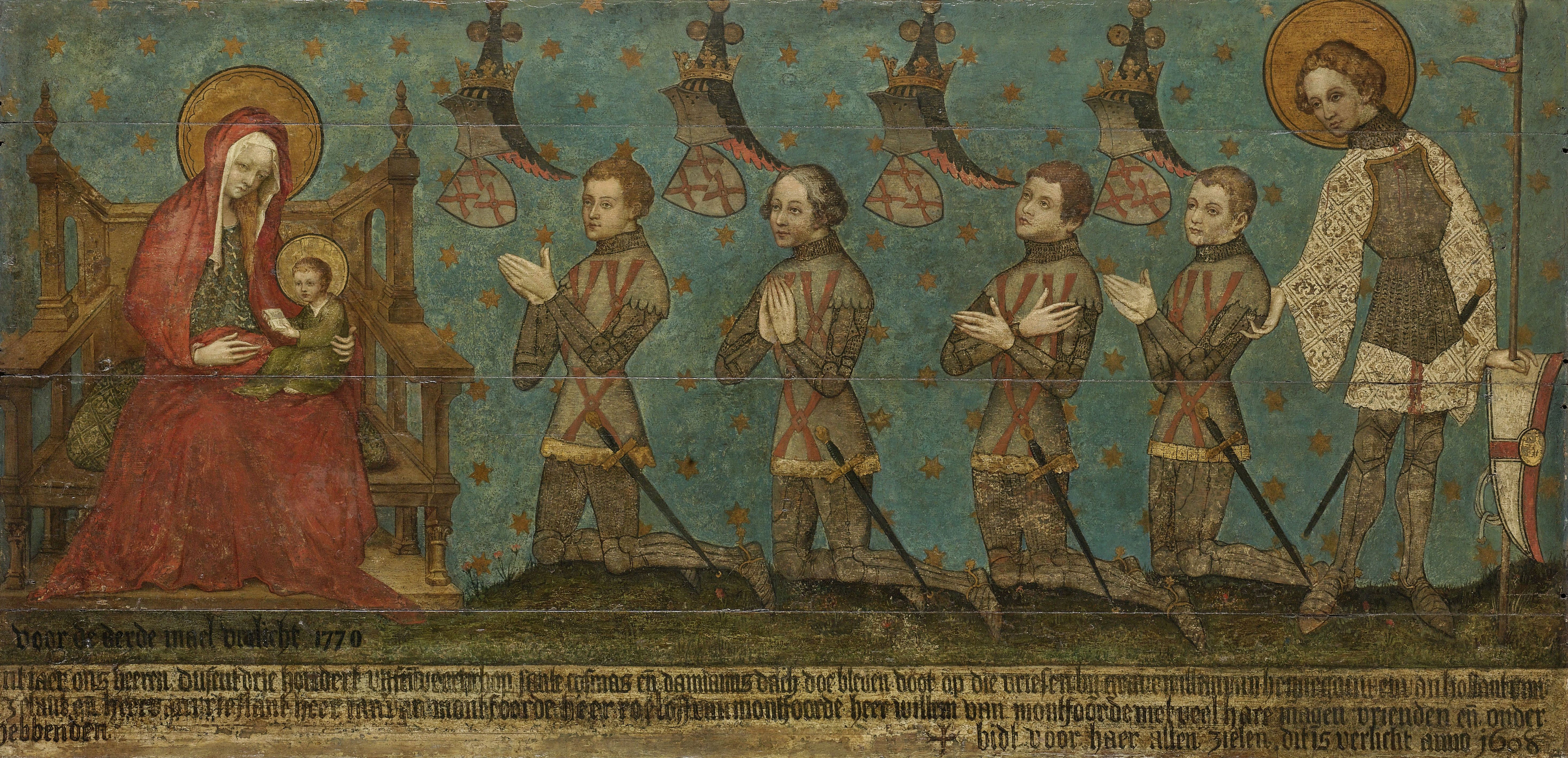
Memorietafel van de Heren van Montfoort, een van de oudste schilderijen vervaardigd in het huidige Nederland, c. 1380, te bezichtigen in het Rijksmuseum.

In onderstaand overzicht zijn de heren van Rode dikgedrukt. 
- Arnold I van Rode (c. 1065-1120), heer van Rode.
  - Arnold II van Rode (c. 1090-1135), zie hieronder.
  - Gijsbert I van Rode (c. 1100-1150), zie hieronder.
  - Philips van Rode (c. 1100-1150), bisschop van Osnabrück.
- Arnold II van Rode (c. 1090-1135), heer van Rode. Huwde met Aleid van Cuijk, dochter van graaf Hendrik I van Cuijk.
- Gijsbert I van Rode (c. 1100-1150), heer van Rode.
  - Arnold III van Rode (c. 1130-1175), zie hieronder.
  - Godfried van Rode, kanunnik, auteur van de vita van Oda van Brabant.
- Arnold III van Rode (c. 1130-1175), heer van Rode.
  - Roelof Rover van Rode (c. 1160-1215), zie hieronder.
- Roelof Rover van Rode (c. 1160-1215), heer van Rode. Huwde met Didradis van Rixtel, een nichtje van Herbertus van Heeze, heer van Heeze.
  - Hendrik I (Rover) van Mierlo (c. 1190-1255), zie hieronder.
  - Rutger van den Hout (c. 1195-1250), ridder, bewoner van Slot Ten Hout.
  - Arnold Rover van Anschot (c. 1195-1245), ridder.
- Hendrik I (Rover) van Mierlo (c. 1190-1255), heer van Rode en Mierlo.
  - Gooswijn Moedel (Rover) van Mierlo (c. 1220-1280), heer van Mierlo.
    - Hendrik II (Rover) van Mierlo (c. 1260-1335), heer van Mierlo en hoogschout van 's-Hertogenbosch.
      - Goeswijn Moedel van Mierlo (c. 1285-1350), laatste heer van Mierlo uit het geslacht Van Rode.

    - Rutger Gooswijn Moedel van den Hout (c. 1265-1340), schepen van Rode.

  - Roelof II Rover van Rode (c. 1210-1265), huwde met Odila van Montfoort.
    - Hendrik I Rover van Montfoort (c. 1250-1299), eerste burggraaf van Montfoort en stamvader van het adellijke geslacht Van Montfoort.

## Galerij

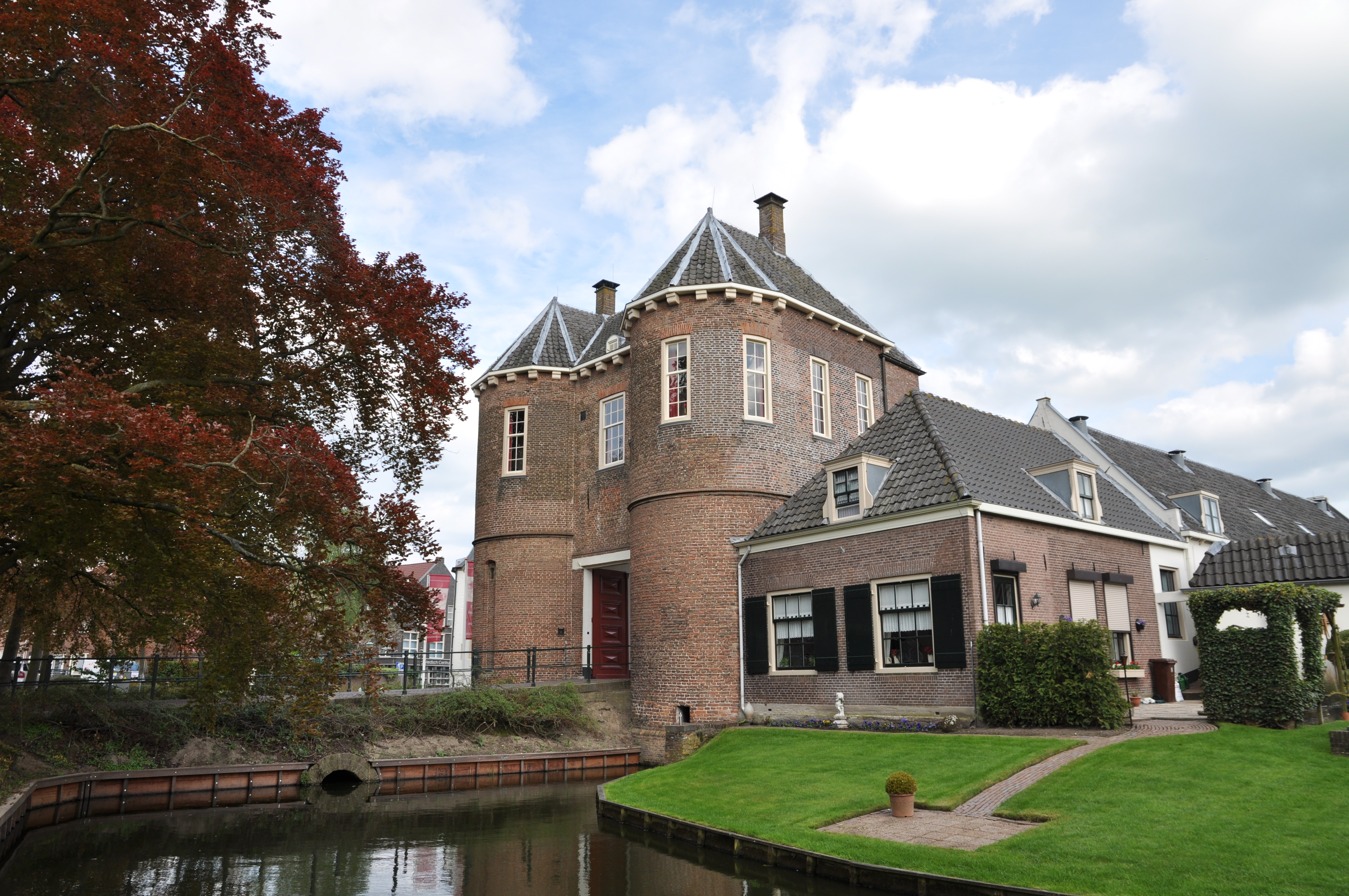
Kasteel Montfoort - In bezit van het geslacht Van Montfoort tot 1582.
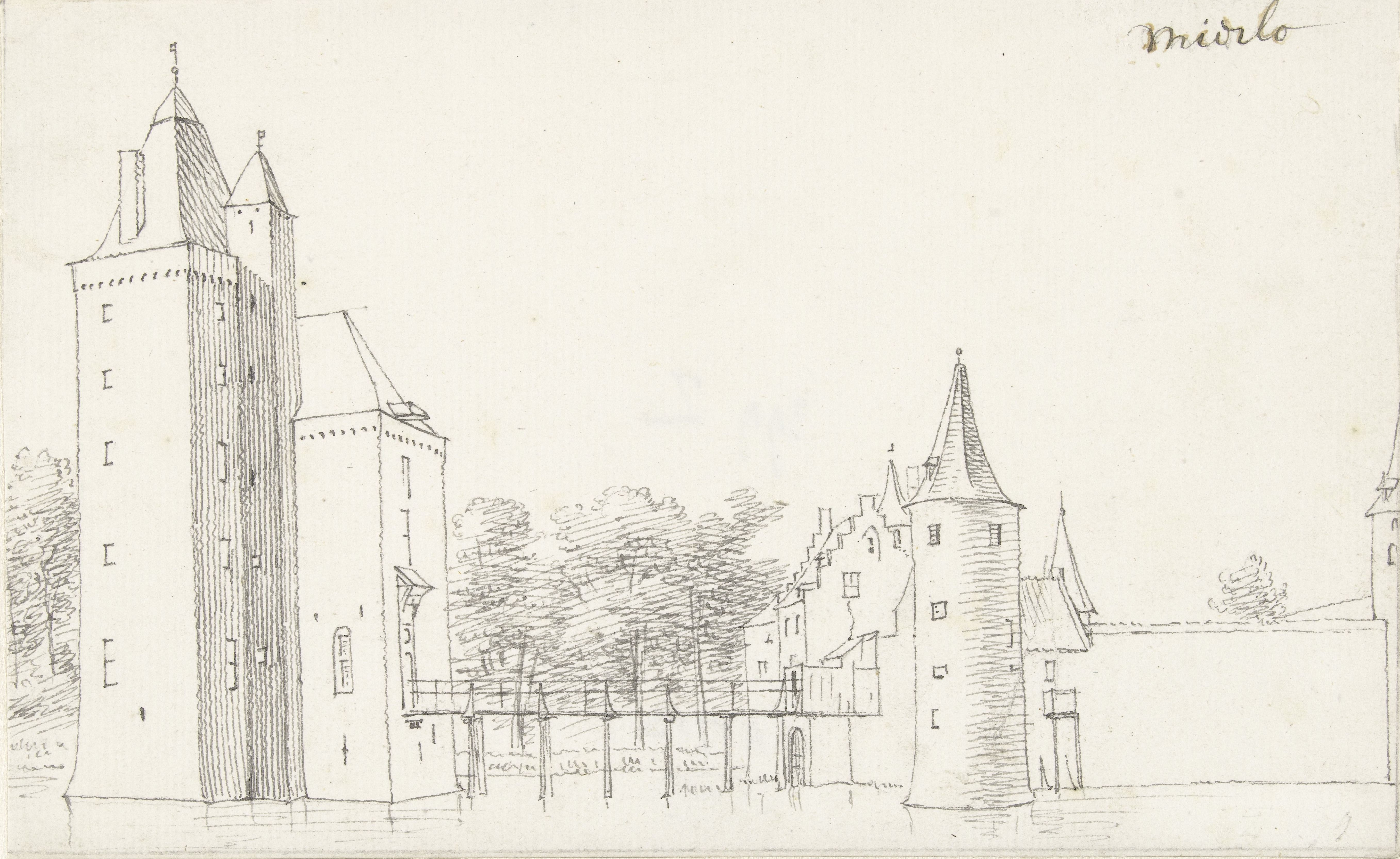
Kasteel Mierlo - In bezit van het geslacht Van Mierlo tot 1335.
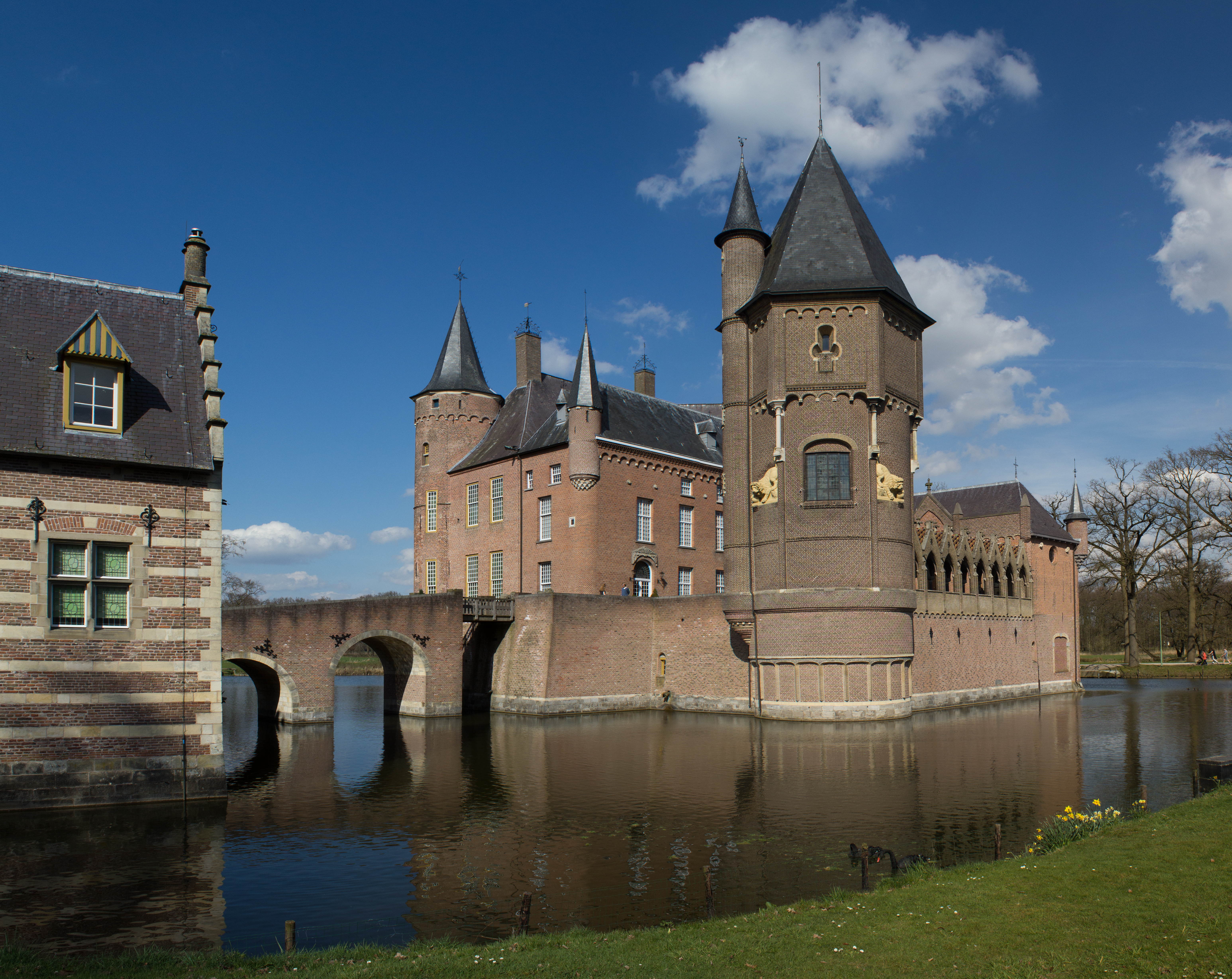
Kasteel Heeswijk - Beheerd door het geslacht De Rover rondom 1410.
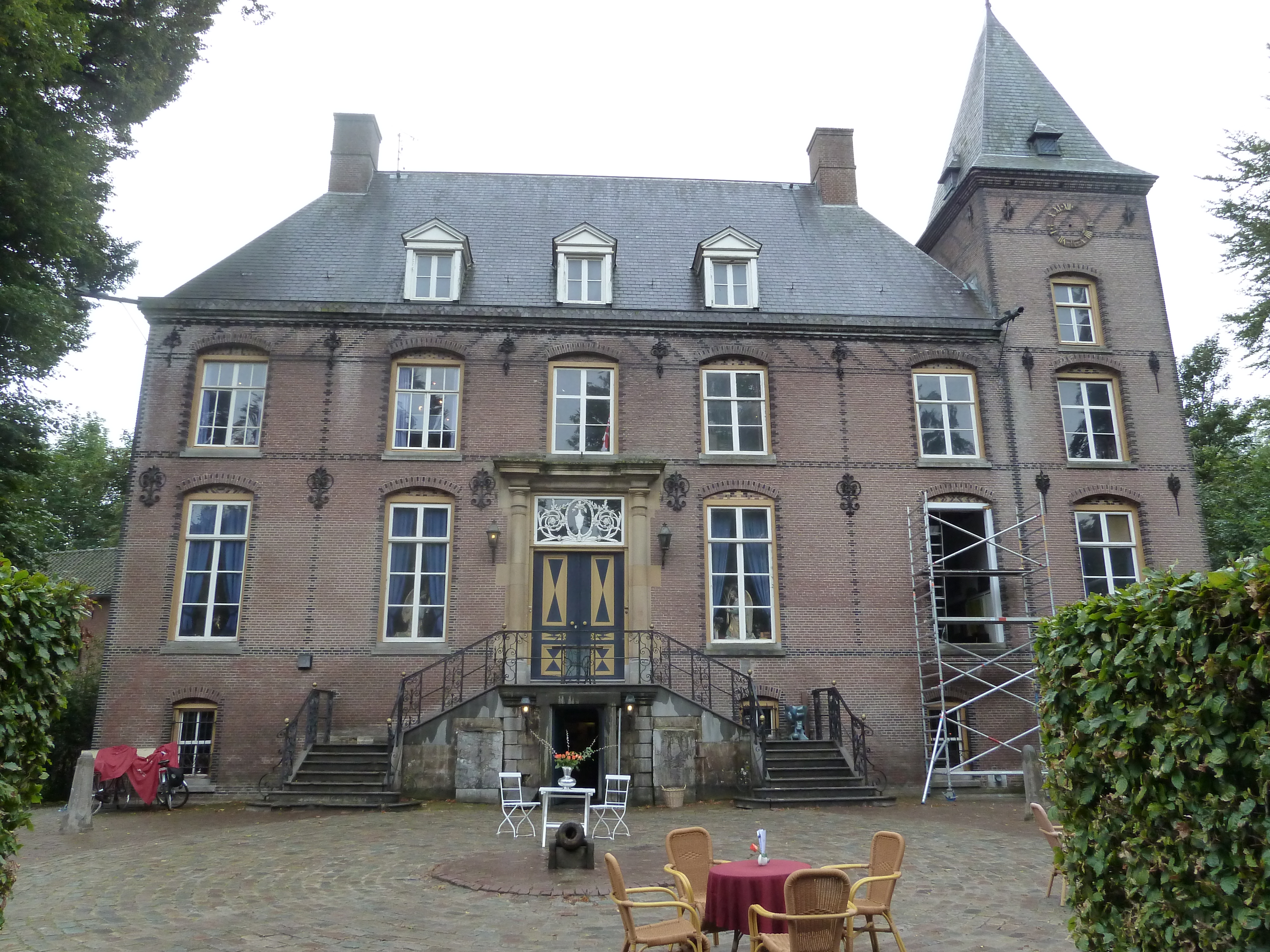
Kasteel Nemerlaer - In bezit van het geslacht De Rover rondom 1500.
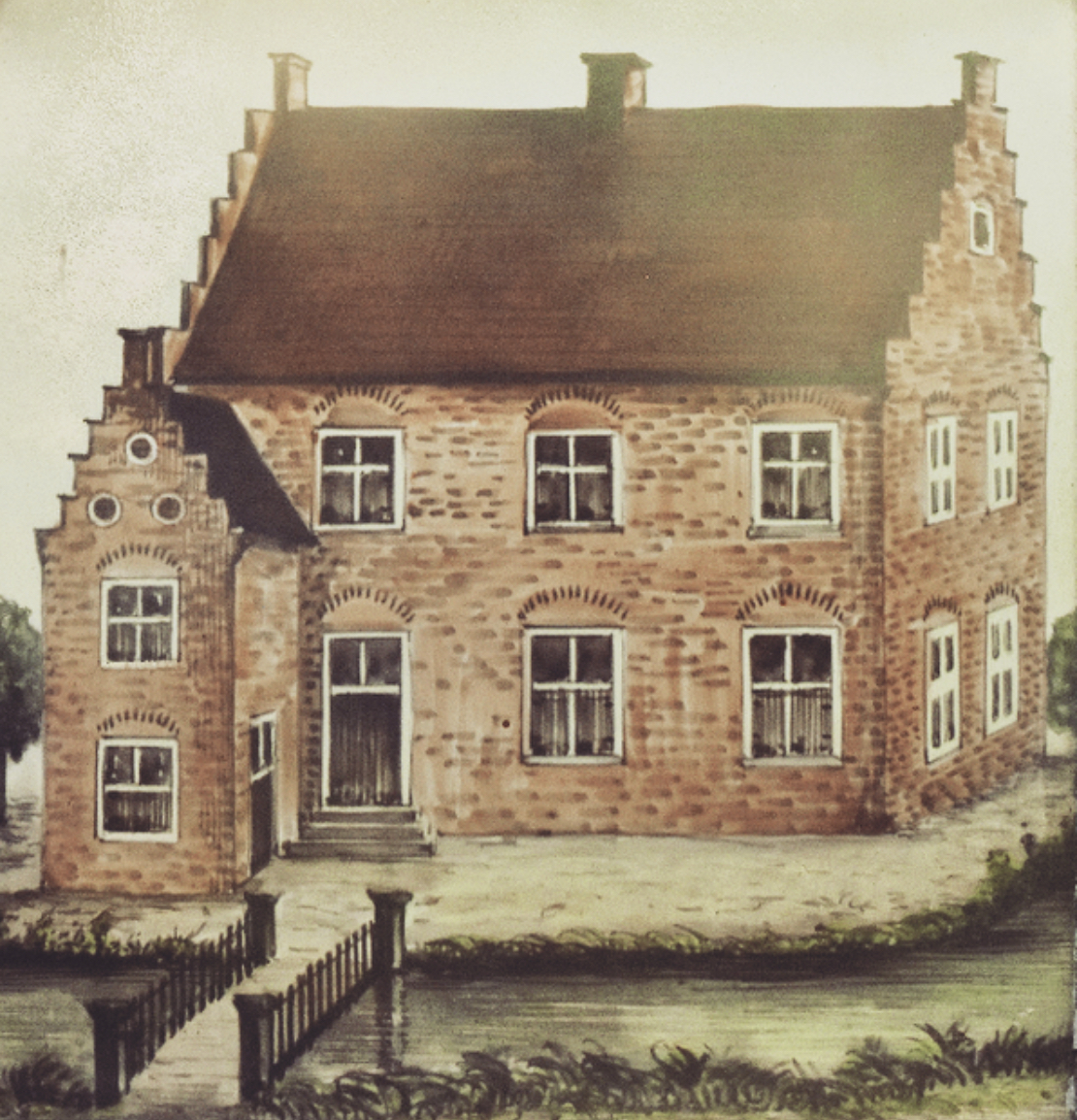
Slot Ten Hout - In bezit van het geslacht Van den Hout tot 1337.
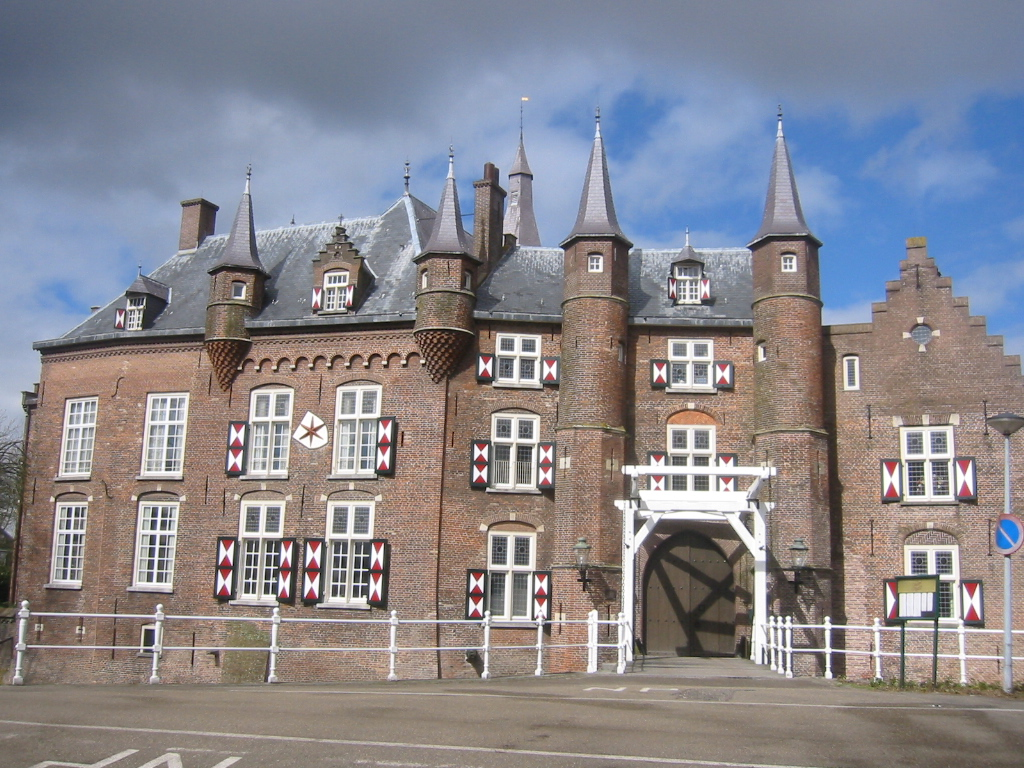
Kasteel Maurik - In bezit van het geslacht Van Broeckhoven en Van Vladeracken tot 1464.

## Overige bekende leden
- Emondus de Rover (c. 1290-1340), ridder, (president-) schepen van 's-Hertogenbosch
- Dirck de Rover (c. 1295-1350), ridder, hoogschout van 's-Hertogenbosch
- Arnold Dircksz de Rover (c. 1325-1384), ridder, schepen van 's-Hertogenbosch
- Gerlach de Rover (c. 1330-1380), hoogschout van 's-Hertogenbosch
- Dirck Jansz de Rover (c. 1350-1418), heer van Kasteel Nemerlaer, hoogschout en (president-) schepen van 's-Hertogenbosch
- Geerlink Emondsz de Rover (c. 1475-1524), kastelein van Kasteel Heeswijk, schepen van 's-Hertogenbosch